# Tractat de l'espai exterior
El Tractat de l'espai exterior, conegut formalment com el Tractat sobre els principis que han de regir les activitats dels estats en l'exploració i l'ús de l'espai exterior, inclosa la Lluna i altres cossos celestes, és un tractat que forma la base del Dret internacional sobre l'espai. El tractat va començar a ser postulat en els Estats Units, el Regne Unit i la Unió Soviètica el 27 de gener de 1967 i va entrar en vigor el 10 d'octubre de 1967. El maig de 2025, 117 països són membres del tractat mentre altres 27 han signat l'acord però encara no ho han ratificat.

## Punts clau del tractat
El Tractat sobre l'espai exterior representa el marc jurídic bàsic del dret internacional de l'espai. Entre els seus principis, prohibeix als estats participants en el tractat la col·locació d'armes nuclears o altres armes de destrucció massiva en l'òrbita de la Terra, la instal·lació en la lluna o qualsevol altre cos astronòmic, o estació a l'espai exterior. Es limita exclusivament a la utilització de la lluna i altres cossos celestes amb finalitats pacífiques i prohibeix expressament el seu ús per a la realització de proves d'armes de qualsevol tipus, la realització de maniobres militars o l'establiment de bases militars, instal·lacions i fortificacions (ART.IV).
El tractat prohibeix explícitament a qualsevol govern la reivindicació del recurs astronòmic com la lluna o un planeta, ja que són patrimoni comú de la humanitat. L'Art. II del tractat estableix, de fet, que "l'espai exterior, fins i tot la lluna i altres cossos celestes, no és objecte d'apropiació nacional per reivindicació de sobirania, mitjançant l'ús o ocupació, ni per qualsevol altre mitjà".

## Responsabilitat per a les activitats espacials
L'article VI del tractat sobre l'espai exterior es refereix a la responsabilitat internacional, afirmant que les activitats de les entitats no governamentals a l'espai exterior, fins i tot la lluna i altres cossos astronòmics, hauran de ser autoritzades i fiscalitzades constantment pel pertinent estat participi en el tractat i que els estats partícips seran responsables internacionalment de les activitats nacionals de l'espai si es duu a terme per organitzacions governamentals o entitats no governamentals.
Després dels debats derivats del Projecte West Ford (amb llançaments en 1961, 1962 i 1963), es va inserir una clàusula en l'article IX: "Un estat partícip en el tractat que té raons per creure que una activitat o un experiment planejat per un altre estat partícip a l'espai exterior, inclosa la lluna i altres cossos celestes, seria capaç de perjudicar les activitats en l'exploració i utilització pacífica de l'espai exterior podrà demanar la consulta relativa a l'activitat o experiment".

## Efecte de l'acord
Experts del dret internacional de l'espai afirmen que la lluna entra dins del concepte jurídic de la res communis, que significa que pertany a un grup de persones, i pot ser utilitzada per cadascun dels membres del grup, però no pot ser apropiat per ningú (el concepte també s'aplica a les aigües internacionals). L'efecte del tractat sobre l'espai exterior és restringir el control dels drets de propietat privada, en la forma en què el dret del mar impedeix a ningú ser propietari de la mar.